# Cenocoelius propinquus
Cenocoelius propinquus är en stekelart som beskrevs av Saffer 1982. Cenocoelius propinquus ingår i släktet Cenocoelius och familjen bracksteklar. Inga underarter finns listade.